# 日本橋箱崎町
日本橋箱崎町（にほんばしはこざきちょう）は、東京都中央区の地名で、旧日本橋区に当たる日本橋地域内である。「丁目」の設定のない単独町名である。住居表示実施済区域。

## 概要
オフィスビルが多数立ち並ぶ街で、通称として「箱崎町」「箱崎」と呼ばれる。首都高速道路の高架下にある東京シティエアターミナル (T-CAT) には、リムジンバスのバスターミナルがあり、羽田・成田空港等へ向かう。2002年までは出国審査が行われていたが、2001年に起こったアメリカ同時多発テロ事件の影響で警備が強化されたことによって廃止された。箱崎JCTは首都高速道路の要所で、慢性的に渋滞が発生することで知られている。
日本橋箱崎町全域が江戸三大祭で知られる富岡八幡宮の氏子地域である。
中央区が定める正式な英語ローマ字表記は Nihonbashi-hakozakicho である。

## 地理
日本橋地域の東側に位置する。
北で日本橋蛎殻町、北西で日本橋小網町、北東で日本橋浜町、西で新川、東で日本橋中洲、南で江東区佐賀と接する。
河川・橋
- 隅田川
  - 隅田川大橋
- 日本橋川
  - 湊橋
  - 豊海橋

## 歴史
天正期に南部、寛永期に北部が埋め立てられた。もと隅田川、日本橋川、箱崎川、浜町川に囲まれた島地であり、北部を箱崎町一・二丁目、西部を北新堀町、残り大部分を武家地が占めた。1657年（明暦3年）に幕府御船蔵、1665年（寛文5年）に船見番所が設けられ、水運行政の拠点となった。元禄・享保期には奈良屋茂左衛門の弟、安左衛門が大規模な蔵屋敷群を構えた。1698年（元禄11年）には永代橋が架橋され、袂には商業が栄えた。安左衛門の没落後、蔵屋敷は1740年（元文5年）三井家に買い取られた。
1872年（明治5年）、武家地跡に箱崎町三・四丁目が起立する。1880年（明治13年）北新堀町にコンドル設計による開拓使物産売捌所が設けられ、翌々年の開拓使廃止後には日本銀行が入居するなど一躍経済の中心地となったが、1896年（明治29年）に日本銀行は現在地に移転。さらに翌年には永代橋が日本橋川を挟んだ下流側に移設されると町の賑わいも失われ、箱崎町は再び三井倉庫や日本郵船などの倉庫が立ち並ぶ町へと戻った。
昭和40年代には、首都高速道路の建設やそれに伴う堀の埋め立てが進み、周囲の環境は一変した。1976年（昭和51年）に日本橋北新堀町と日本橋箱崎町一から四丁目までが一つになり、現在の日本橋箱崎町が成立。現在でも、町内会名などにその名残がある（箱崎北新堀町会、箱崎二・三町会、箱崎町箱四町会）。

### 地名の由来
当町は隅田川対岸の富岡八幡宮との縁が深く、同じ八幡宮である筑前国筥崎宮との関連が指摘されるが、具体的な由来は不明である。過去に箱池あるいは箱崎池が存在したことによるともいう。

### 旧町名
- 日本橋北新堀町
- 日本橋箱崎町（1丁目 - 4丁目）

## 世帯数と人口
2023年（令和5年）1月1日現在（中央区発表）の世帯数と人口は以下の通りである。
- 世帯数 : 2,377世帯
- 人口 : 3,834人

### 人口の変遷
国勢調査による人口の推移。
| 年                 | 人口  |
| ------------------ | ----- |
| 1995年（平成7年）  | 1,600 |
| 2000年（平成12年） | 2,012 |
| 2005年（平成17年） | 2,535 |
| 2010年（平成22年） | 3,095 |
| 2015年（平成27年） | 3,598 |
| 2020年（令和2年）  | 3,758 |

### 世帯数の変遷
国勢調査による世帯数の推移。
| 年                 | 世帯数 |
| ------------------ | ------ |
| 1995年（平成7年）  | 705    |
| 2000年（平成12年） | 1,053  |
| 2005年（平成17年） | 1,551  |
| 2010年（平成22年） | 1,768  |
| 2015年（平成27年） | 2,104  |
| 2020年（令和2年）  | 2,149  |

## 学区
区立小・中学校に通う場合、学区は以下の通りとなる（2025年4月現在）。
- 区域 : 全域
  - 小学校 : 中央区立有馬小学校
  - 中学校 : 中央区立日本橋中学校

## 事業所
2021年（令和3年）現在の経済センサス調査による事業所数と従業員数は以下の通りである。
| 町丁         | 事業所数  | 従業員数 |
| ------------ | --------- | -------- |
| 日本橋箱崎町 | 462事業所 | 25,337人 |

### 事業者数の変遷
経済センサスによる事業所数の推移。
| 年                 | 事業者数 |
| ------------------ | -------- |
| 2016年（平成28年） | 501      |
| 2021年（令和3年）  | 462      |

### 従業員数の変遷
経済センサスによる従業員数の推移。
| 年                 | 従業員数 |
| ------------------ | -------- |
| 2016年（平成28年） | 20,284   |
| 2021年（令和3年）  | 25,337   |

### 主な企業
- MSH日本橋箱崎ビル（旧・三井倉庫箱崎ビル→日本IBM箱崎ビル）
  - 三井倉庫ホールディングス 本社
  - 日本IBM箱崎事業所
  - ナラサキ産業 本社
- 升喜 本社
- Daiwaリバーゲート（旧：リバーサイド読売ビル）
  - 吉野家ホールディングス本社
  - 三井製糖本社

## 施設
公園
- 箱崎川第一公園
- 箱崎川第二公園
- 箱崎公園
- 街角広場 箱崎緑地
- 箱崎河岸緑道

機関
- 東京都下水道局 中央出張所
- 首都高速道路 東東京管理局

## 観光
名所
- 東京シティエアターミナル - 水天宮前駅直結

史跡
- 高尾稲荷神社 - 二代目高尾太夫を祀る稲荷神社。

- 日本銀行 - 創業の地に当たる。
- 箱崎川
- 三井倉庫 - 日本銀行跡地に設けられた。

## 交通
鉄道
- 町域内を東京メトロ半蔵門線が通るが、駅は設置されていない。水天宮前駅が最寄り駅となる。

バス
- 東京シティエアターミナル - 東京シティエアターミナルのページ参照。（羽田空港・成田空港他）
- 中央区コミュニティバス北循環 箱崎町 / 箱崎湊橋通り

首都高速道路・出入口
- 首都高速6号向島線
- 首都高速9号深川線
- 箱崎ジャンクション
- 箱崎パーキングエリア
- 箱崎出入口

## その他

### 日本郵便
- 郵便番号 : 103-0015[3]（集配局 : にほんばし蔵前郵便局[15]）。

### 管轄等
- 久松警察署 - 同町周辺の管轄に当たる。（所在地：日本橋久松町）
- 日本橋消防署 - 同町周辺の管轄に当たる。（所在地：日本橋兜町）